# دوروثيا بينيت
دوروثيا بينيت (بالإنجليزية: Dorothea Bennett)‏ هي كاتبة سيناريو وروائية وممثلة بريطانية، ولدت في 1924.

## أعمال

### أفلام
- (1963) من روسيا مع الحب

## وصلات خارجية
- دوروثيا بينيت على موقع IMDb (الإنجليزية)
- دوروثيا بينيت على موقع أول موفي (الإنجليزية)
- دوروثيا بينيت على موقع قاعدة بيانات الفيلم (الإنجليزية)
- دوروثيا بينيت على موقع كينوبويسك (الروسية)